# Rapatea rugulosa
Rapatea rugulosa är en gräsväxtart som beskrevs av Bassett Maguire. Rapatea rugulosa ingår i släktet Rapatea och familjen Rapateaceae. Inga underarter finns listade i Catalogue of Life.